# مينا ليدرمان
مينا ليدرمان (بالإنجليزية: Minna Lederman)‏ هي صحفية أمريكية، ولدت في 17 مارس 1896، وتوفيت في 29 أكتوبر 1995.